# Falkenau (Insel)
Falkenau ist eine unbewohnte felsige Flussinsel im oberen Mittelrhein, gelegen in Höhe des Volkenbachtals etwa 110 Meter vor dem rechtsseitigen Rheinufer von Kaub. Die Insel ist mit der 850 Meter stromaufwärts gelegenen Insel Kauber Werth über ein 3 bis 15 Meter breites Leitwerk verbunden. Beide Inseln gehören zur Gemarkung Kaub.
Falkenau ist bekannt für die Burg Pfalzgrafenstein, einer ehemaligen Zollstelle, die die kleine Insel dominiert. Der Burg wegen pendelt ein Fährboot fahrplanmäßig zwischen der Insel und Kaub. 
Rechtsrheinisch führt die Bundesstraße 42 (hier Rheintalstraße) an der Insel vorbei. Am linken Rheinufer verläuft die Bundesstraße 9 sowie ein paar Meter links davon die Eisenbahnhauptstrecke Linke Rheinstrecke.